# Stramenopiles (classification phylogénétique)
Cette page a pour objet de présenter un arbre phylogénétique des Stramenopiles (Heterokonta, Hétérocontes, Straménopiles), c'est-à-dire un cladogramme mettant en lumière les relations de parenté existant entre leurs différents groupes (ou taxa), telles que les dernières analyses reconnues les proposent. Ce n'est qu'une possibilité, et les principaux débats qui subsistent au sein de la communauté scientifique sont brièvement présentés ci-dessous, avant la bibliographie.

## Arbre phylogénétique
Le cladogramme présenté ici ne possède qu'une valeur indicative. Il n'est pas forcément consensuel, et on peut toujours se référer à la bibliographie au bas de l'article.
Le symbole ▲ renvoie à la partie immédiatement supérieure de l'arbre phylogénétique du vivant. Le signe ► renvoie à la classification phylogénétique du groupe considéré. Tout nœud de l'arbre portant plus de deux branches montre une indétermination de la phylogénie interne du groupe considéré.
Les habitudes typographiques des botanistes et des zoologistes sont différentes. Ici, par commodité de lecture, et certains groupes actuels relevant des deux domaines traditionnels, les noms de taxons supérieurs au genre sont tous écrits en caractères droits, les noms de genres ou d'espèces en italiques.
À la suite d'un taxon, sa période d'apparition, quand elle est connue, peut être indiquée suivant la légende suivante :
(Plé) : Pléistocène ; (Pli) : Pliocène ; (Mio) : Miocène ; (Oli) : Oligocène ; (Éoc) : Éocène ; (Pal) : Paléocène ; (Cré) : Crétacé ; (Jur) : Jurassique ; (Tri) : Trias ; (Per) : Permien ; (Car) : Carbonifère ; (Dév) : Dévonien ; (Sil) : Silurien ; (Ord) : Ordovicien ; (Camb) : Cambrien ; (Edi) : Édiacarien. Pour plus de précision si possible, (-) : inférieur ; (~) : moyen ; (+) : supérieur.

- ▲
  - Heterokonta ou Stramenopiles
    - Opalinata
    - ...
      - Labyrinthulomycetes
      - ...
        - Bicosoecida ou Bicoecida
        - ...
          - Sloomycetes
            - Hyphochytriomycetes
            - Oomycota ou Peronosporomycetes

          - Stramenochromes ou Heterokontophyta ou Ochrophyta
            - Diatomeae
              - Bolidophyceae ou Bolidomonadales
              - Bacillariophyta

            - Phaeista
              - Parmophyceae
              - Hypogyrista
                - Pelagophyceae
                - Actinochrysophyceae ou Axodines

              - Chrysista
                - Pinguiophyceae
                - Chrysophyceae
                - ...
                  - Raphidophyceae
                  - Phaeistia
                    - Phaeothamniophyceae
                    - Chrysomerophyceae
                    - ...
                      - Aurearenophyceae
                      - Xanthophyceae ou Tribophyceae
                      - Phaeophyceae

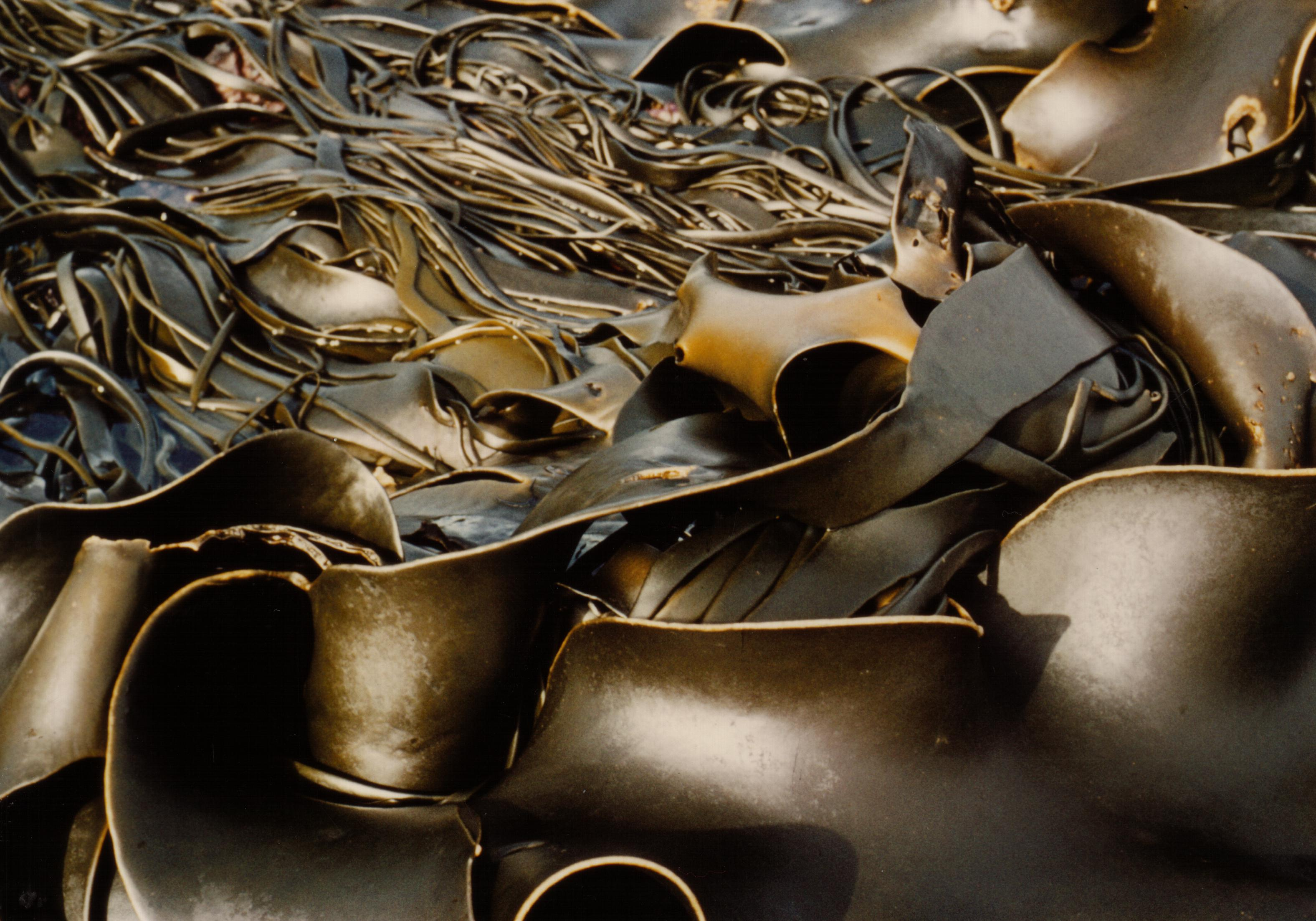
Durvillea antarctica (Phaeophyceae)
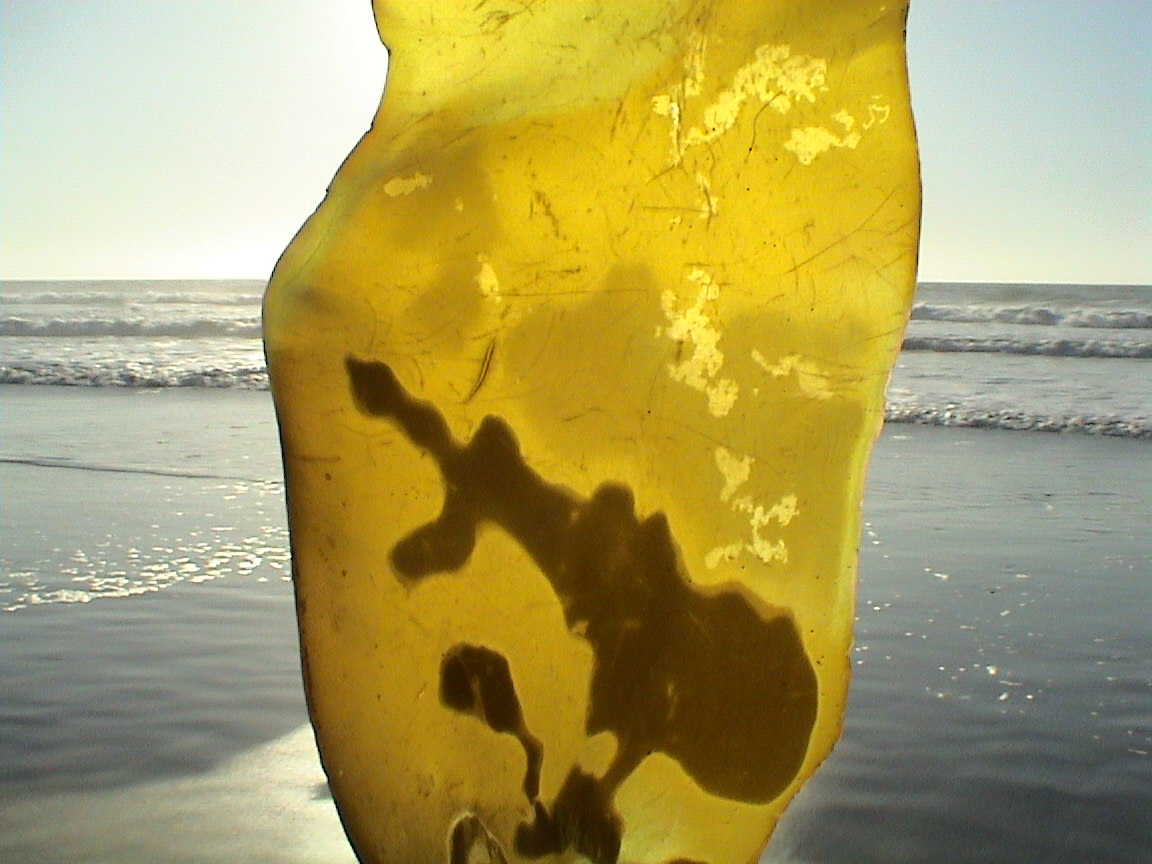
Algue brune près de Portland, Oregon (USA)
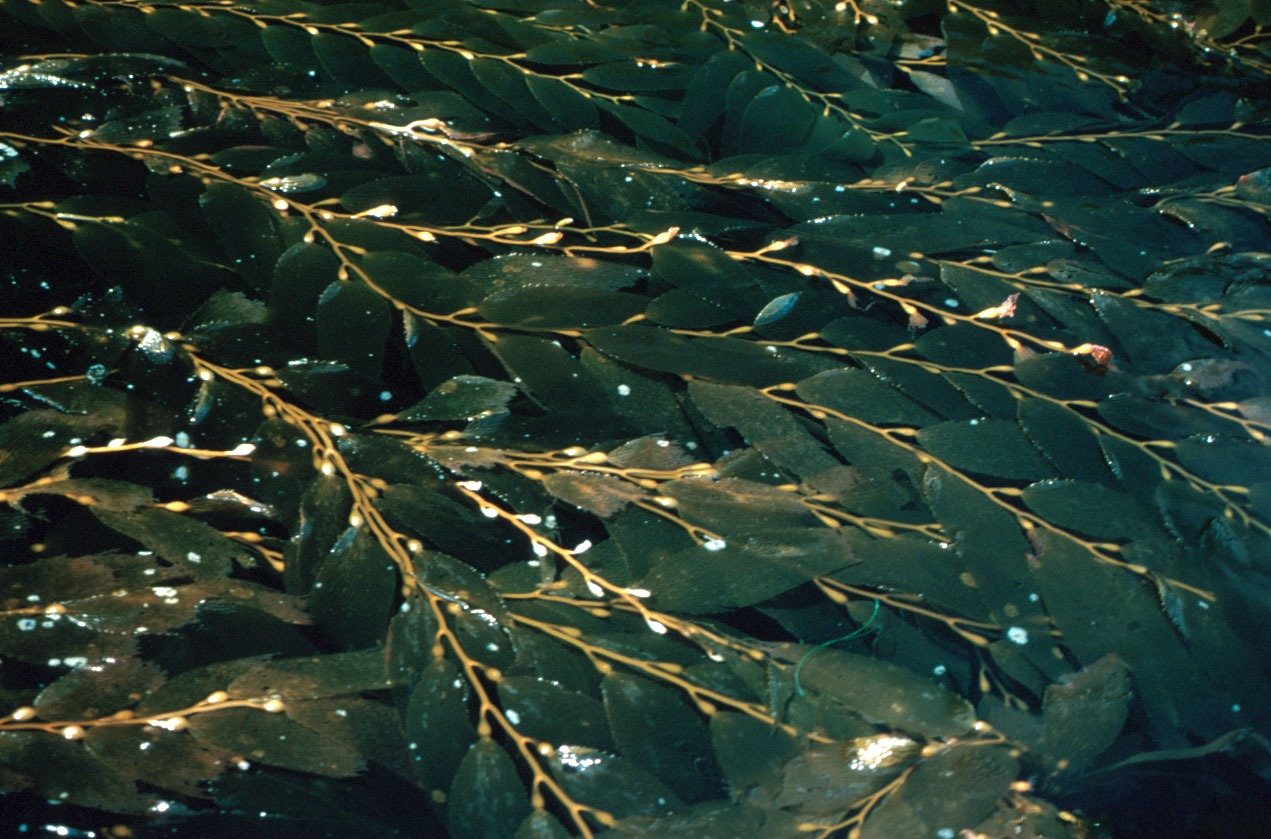
Macrocystis pyrifera (Phaeophyceae, Laminariales)
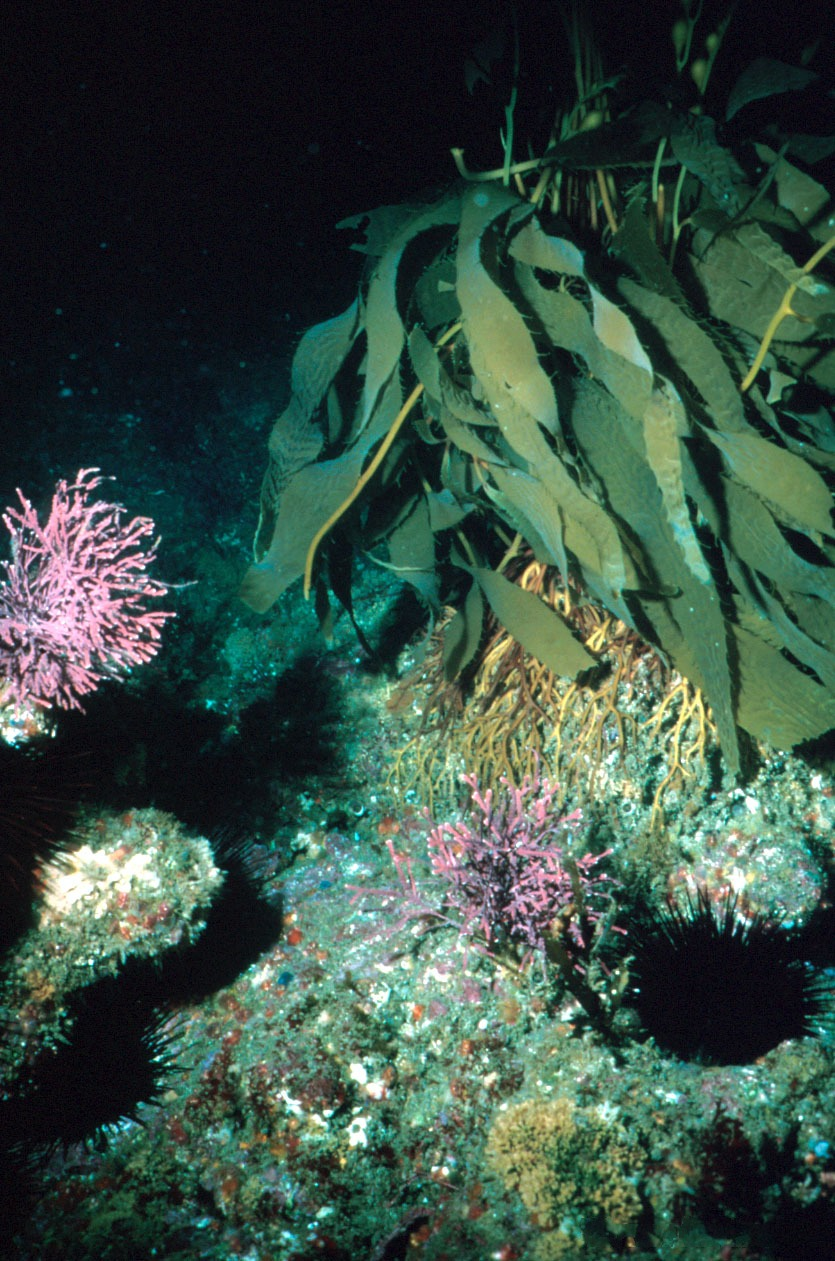
Macrocystis pyrifera (Phaeophyceae, Laminariales)
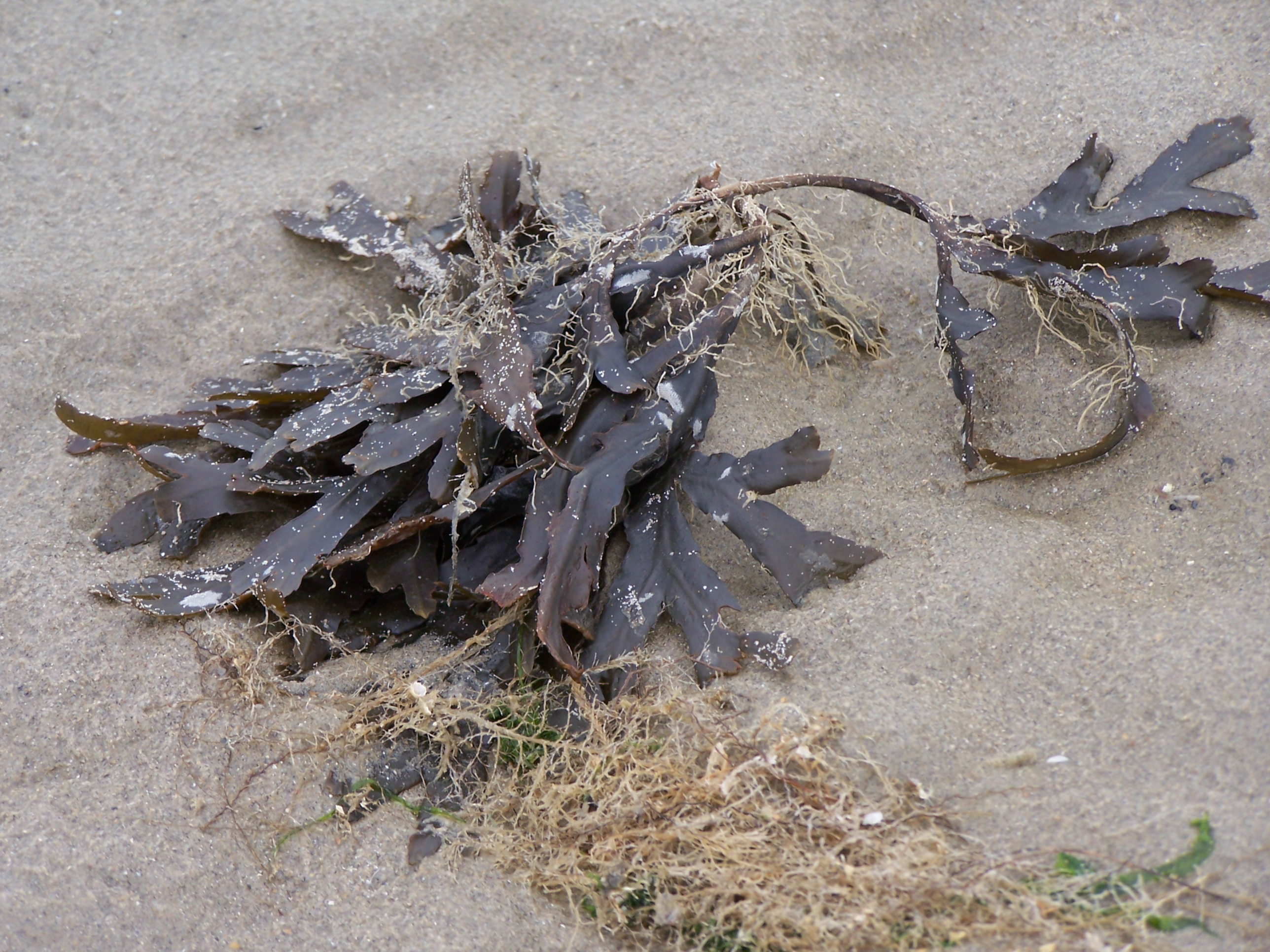
Fucus indéterminé en laisse de mer (Phaeophyceae, Fucales)
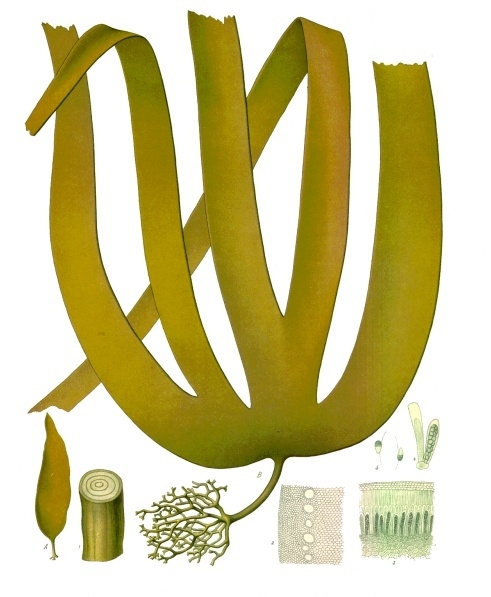
Laminaria cloustoni (Phaeophyceae, Laminariales)
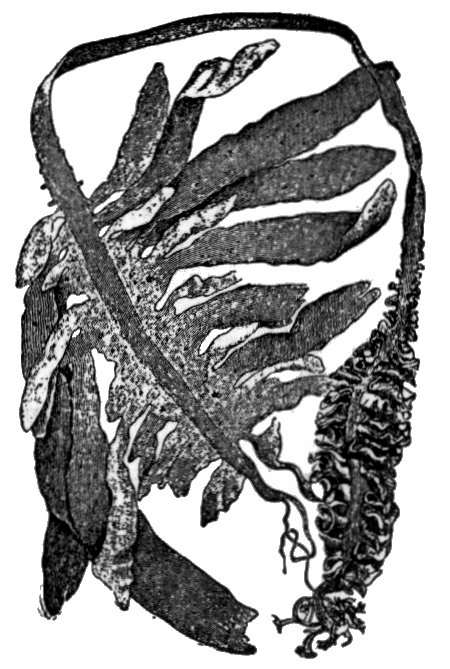
Ulopteryx pinnatifida (Phaeophyceae, Laminariales)
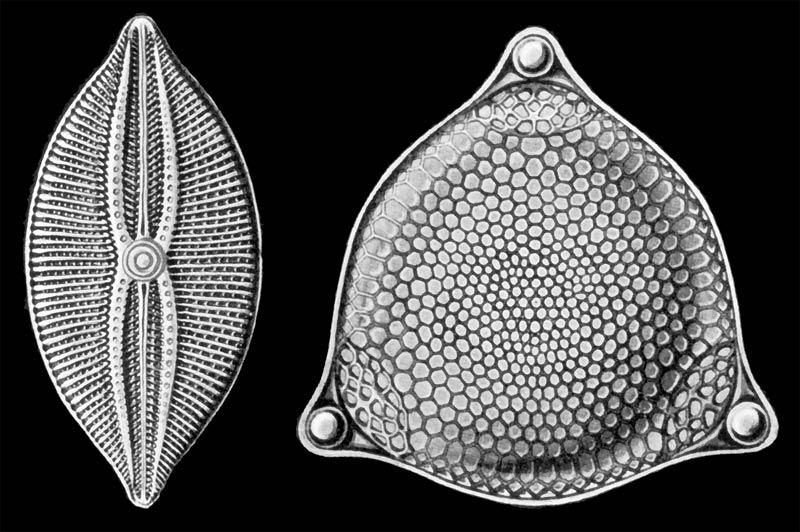
Diatomeae, d'après Haeckel (1914) : Kunstformen der Natur
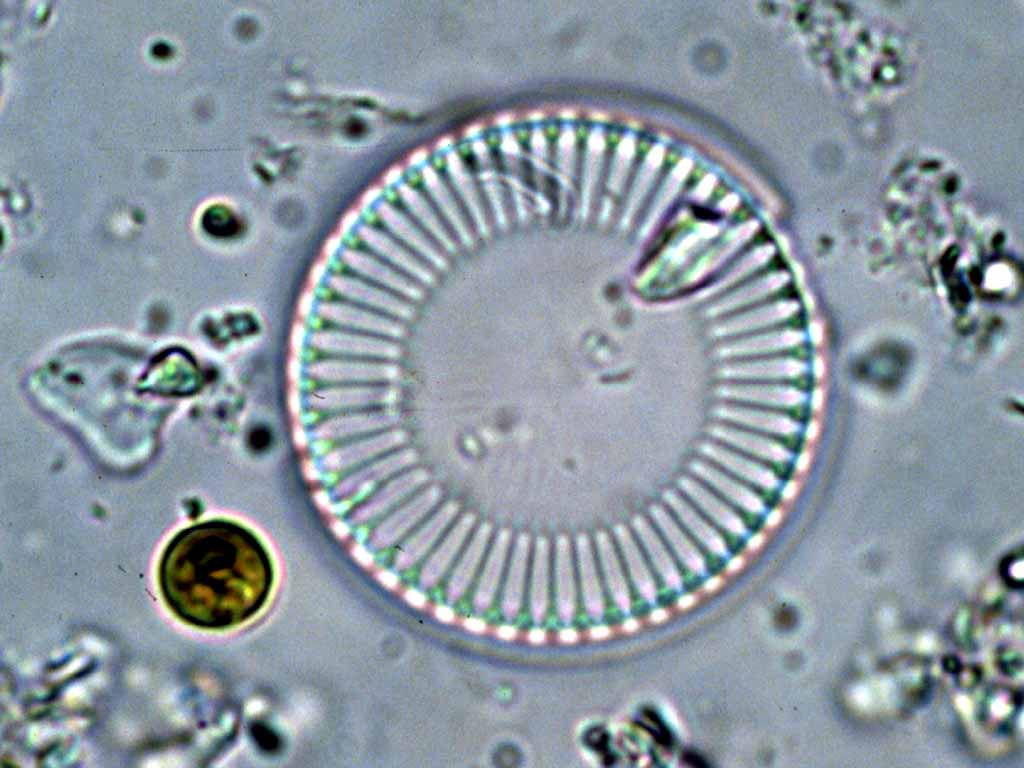
Cyclotella meneghiniana (Diatomeae)
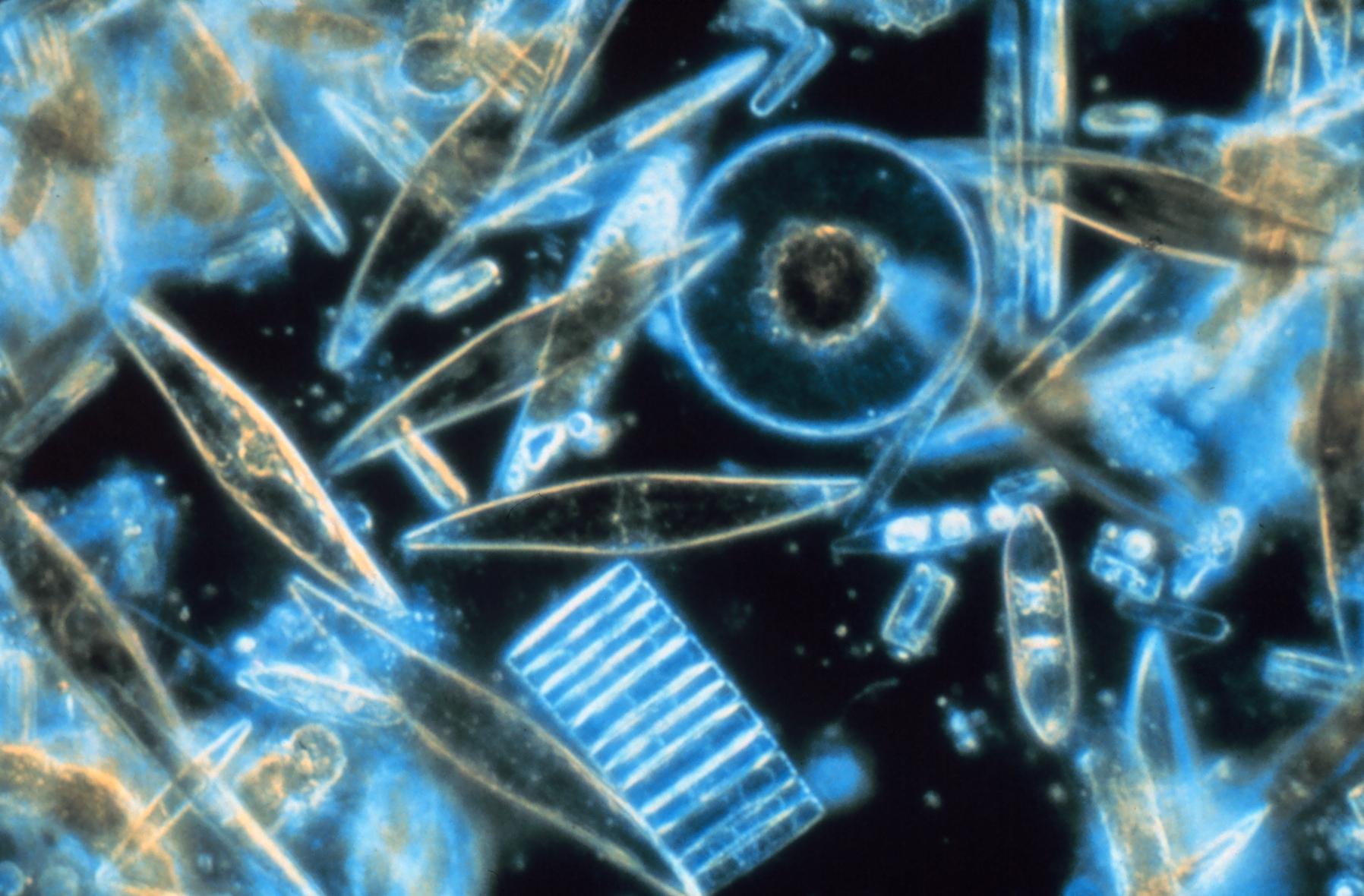
Diatomées marines
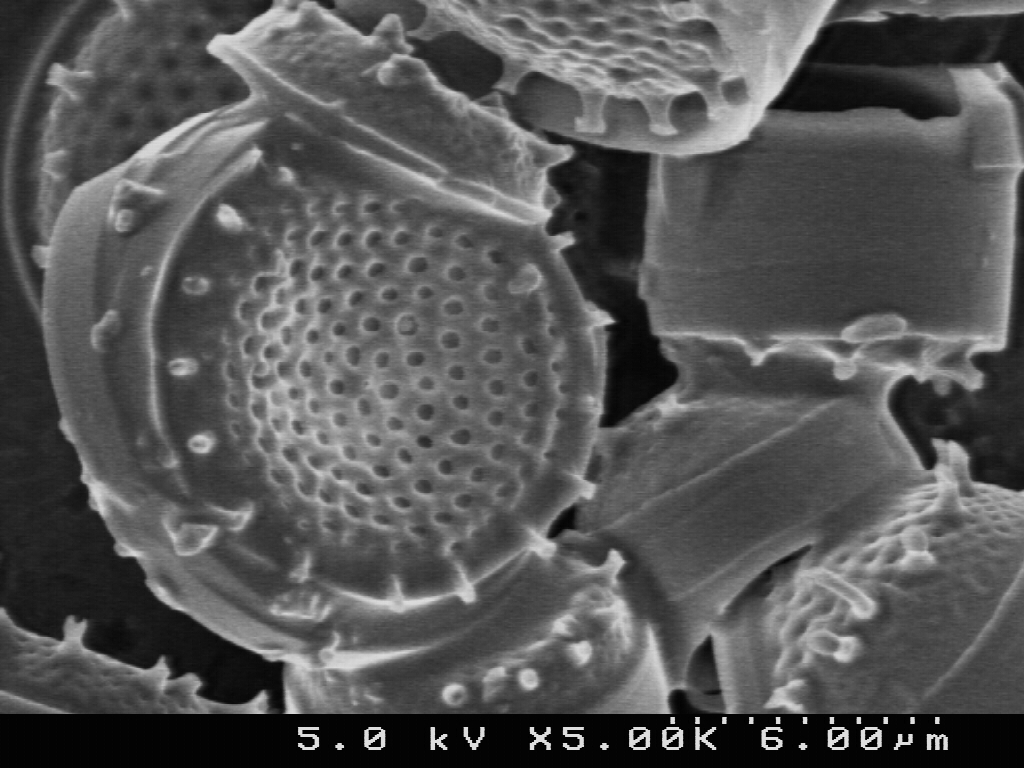
Diatomées au microscope électronique (×5000)

## Débat scientifique relatif à la phylogénie desStramenopiles
La monophylie du groupe des Chromistes n'est pas avérée. Les seuls Straménopiles pourraient être plus proches parents des Alvéolés, voire des Rhizaires, que des Haptophytes et Cryptophytes. 
Au sein des Straménopiles, groupe récent réunissant des Algues et des taxons autrefois classés parmi les Champignons, la principale question est celle de l'acquisition de chloroplastes chez les Hétérocontophytes (ou Ochrophytes) ou, au contraire, de leur perte dans les autres taxons.

### Classification selon Cavalier-Smith 1998
Cette classification n'est pas à proprement parler phylogénétique. Basée sur les nouvelles phylogénies, elle maintient néanmoins des taxons paraphylétiques, notamment à la base des lignées évolutives, par commodité. Elle maintient également les niveaux traditionnels de classification (règnes, phyla, classes, etc.).

### Classification proposée par Adlet al.2005
Ce comité a proposé une nouvelle classification, remplaçant celle des anciens Protistes et tenant compte des phylogénies moléculaires récentes. Elle regroupe les Eucaryotes en six groupes réputés monophylétiques. Voici ce qui concerne les Stramenopiles.

## En savoir plus
: document utilisé comme source pour la rédaction de cet article.

### Sources bibliographiques de référence
- Sina M. Adl et alii (2005) « « The New Higher Level Classification of Eukaryotes »(Archive.org • Wikiwix • Archive.is • Google • Que faire ?) », J. Eukaryot. Microbiol., 52 (5), p. 399–451
- Kirill A. Mikrjukov et David J. Patterson (2001) « Taxonomy and Phylogeny of Heliozoa. III. Actinophryids »(Archive.org • Wikiwix • Archive.is • Google • Que faire ?), Acta Protozool., 40, p. 3-25
- Thomas Cavalier-Smith (1998) « A revised six-kingdom system of life », Biological reviews 73, p. 203-266

### Autres sources bibliographiques
- Cabioc'h, J., Floc'h, J.-Y., Le Toquin, A., Boudouresque, C.F., 2006. Guide des algues des mers d'Europe, Delachaux et Niestlé (éd.).  (ISBN 260301384X).
- Bruno de Reviers, Biologie et phylogénie des algues, vol. 2 : tome 2, Paris, Belin, coll. « Belin Sup Sciences / Biologie », février 2003, 256 p. [détail de l’édition] (ISBN 2-7011-3512-5, ISSN 1158-3762)
- (en) Aleix Obiol, Javier del Campo, Colomban de Vargas et Frédéric Mahé, « How marine are Marine Stramenopiles (MAST)? A cross-system evaluation », FEMS Microbiology Ecology, vol. 100, no 11,‎ 1er novembre 2024, fiae130 (ISSN 0168-6496, PMID 39375832, PMCID PMC11523054, DOI 10.1093/femsec/fiae130, lire en ligne, consulté le 17 janvier 2025)

### Sources internet
- Algaebase.org
- Chromista (Univ Paris XI)